# Karsbo äng
Karsbo äng este o arie protejată (arie specială de conservare — SAC, sit de importanță comunitară — SCI) din Suedia întinsă pe o suprafață de 0,8 ha, integral pe uscat.

## Localizare
Centrul sitului Karsbo äng este situat la coordonatele 60°07′50″N 15°54′49″E / 60.1306°N 15.9136°E.

## Înființare
Situl Karsbo äng a fost declarat sit de importanță comunitară în aprilie 2004 pentru a proteja 1 specie de animale. Situl a fost protejat și ca arie specială de conservare în martie 2011.

## Biodiversitate
Situată în ecoregiunea boreală, aria protejată conține 1 habitat natural: Fânețe de joasă altitudine (Alopecurus pratensis, Sanguisorba officinalis).
La baza desemnării sitului se află o specie protejată de  nevertebrate: fluturele auriu (Euphydryas aurinia).